# نتیجه (احتمال)
در تئوری احتمال، یک نتیجه (به انگلیسی: Outcome)  نتیجه احتمالی یک آزمایش است. هر نتیجه ممکن از یک آزمایش خاص منحصر به فرد است و نتایج مختلف متقابلاً منحصر به فرد هستند (در هر تلاش آزمایشی تنها یک نتیجه رخ می‌دهد). تمام نتایج ممکن یک آزمایش عناصر یک فضای نمونه را تشکیل می‌دهد.

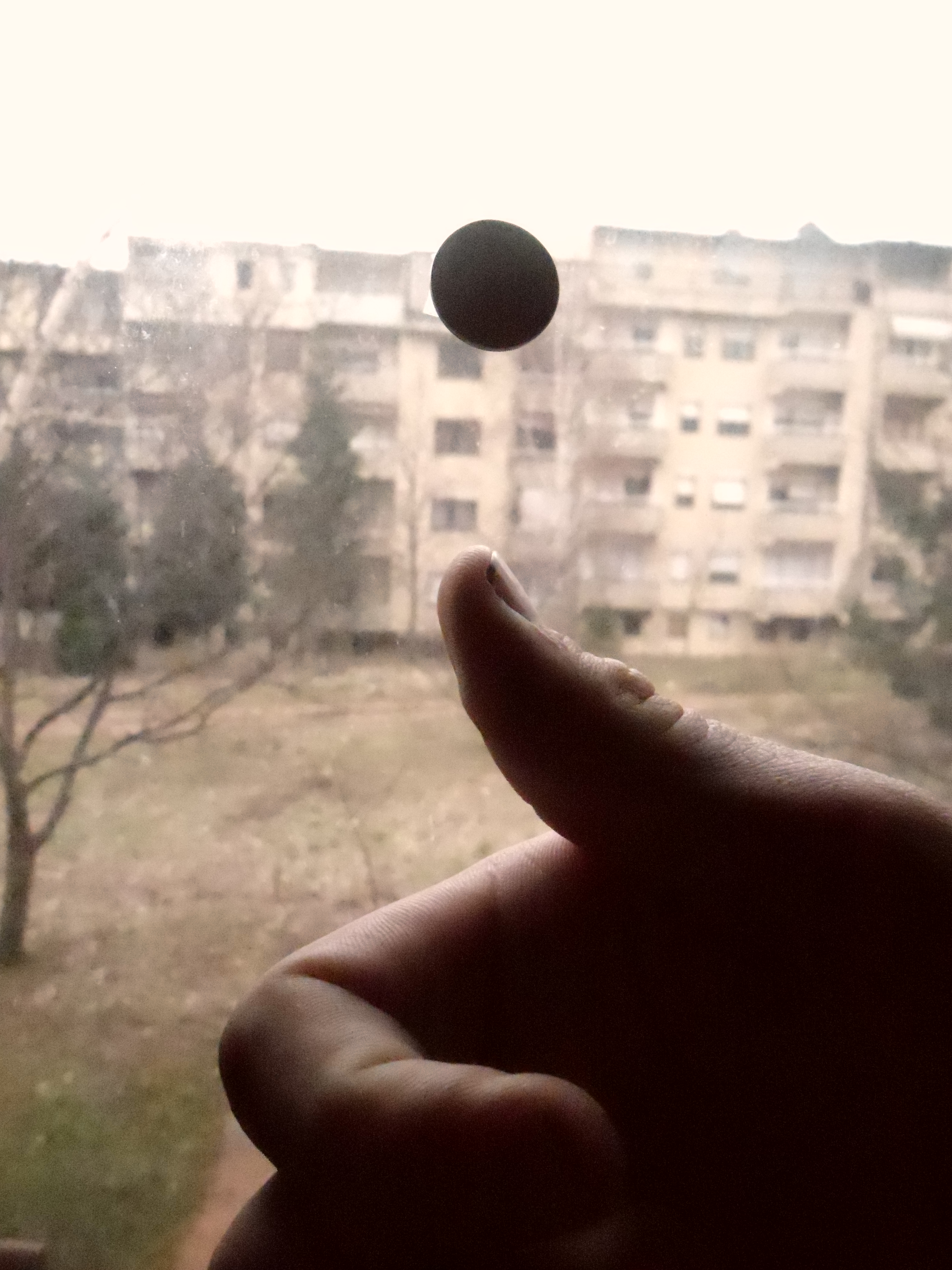
چرخاندن یک سکه سبب رسیدن به دو نتیجه می‌شود که احتمال آنها تقریباً برابر است.